# أداة إزالة البرمجيات الضارة
أداة إزالة البرامج الضَّارة (بالإنجليزية: Malicious Software Removal Tool)‏ وتُختصر بـ إم إس آر تي (بالإنجليزية: MSRT)‏ هي أداة تُستخدم لإزالة فيروسات الحاسوب، موزعة مجانًا طُوِّرَت بواسطة مايكروسوفت لنظام مايكروسوفت ويندوز. أُصدرت لأوَّل مرَّة في 13 يناير 2005.
عادةً، ما تُحمَّل الأداة تلقائيًّا عبر ويندوز أبديت وتعمل بصمت في واجهة الحاسوب للتحقق من وجود إصابات على الحاسوب. حيثُ يُجرى على شكل فحص سريع على الأغلب، ولإجراء فحص أكثر شمولًا لجهاز الكمبيوتر الخاص بالمُستخدم؛ يجب إجراء البحث يدويًا لإكمال مِيزة الفحص الشامل في البرنامج.

## التاريخ
في 27 يناير 2014 أكَّدت مايكروسوفت لشركة ZDNET ‏ أنَّها ستستمر في إنشاء وتوزيع أداة إزالة البرامج الضارة لمُستخدمي ويندوز إكس بي حتَّى 14 يوليو 2015، حيثُ صُرِّح أنَّ «أداة إزالة البرامج الضارة مِن مايكروسوفت تتماشى مع تحركات وتوقيعات الشركة لمكافحة البرامج الضارة، وعلى هذا النحو، سيستمر توفير أداة الإزالة لنظام التشغيل ويندوز إكس بي حتى 14 يوليو 2015».

## استعمال
تكتشف أداة إزالة البرامج الضارة الفيروسات المُختلفة وتزيلها. تعمل الأداة على جميع إصدارات ويندوز 2000 أو وما أعلى مِنهُ. هذه ليست أداة في الوقت الفعلي ولكنها تطبيق يتم تشغيلهُ بشكلٍ دوري. بشكل افتراضي تعمل الأداة في الخلفية؛ التعريفات مضمنة في الأداة. لذلك، من المهم أن يقوم المُستخدم بتحديث عندما تصدر مايكروسوفت إصدارًا جديدًا مِنها.
تُصدر مايكروسوفت إصدارًا محدثًا من هذه الأداة عند ثاني يوم ثلاثاء مِن كل شهر، حسب الحاجة للاستجابة للحوادث الأمنية. يتم تشغيل إصدار الأداة الذي يوفره ويندوز أبديت. ويُمكن إجراء الفحص على نوعين «الفحص الشامل» و «الفحص السريع» (الافتراضي).
توفِّر الأداة أيضًا عِدة إجراءات للمُستخدم مِنها:
- يمكن تشغيل البرنامج أكثر من مرة في الشهر، بما في ذلك أي وقت يبدو فيه أن جهاز الكمبيوتر يعمل بأخطاء.[11]
- يمكن التأكد يدويًّا من تثبيت أحدث إصدار من أداة إزالة البرامج الضارة.[11]
- وجود إخطار مُحدَّد بالفيروسات.[11]

## قراءة مُتعمقة
- Rist, Oliver (21 Jan 2005). "Microsoft crams its anti-virus technology into Malicious Software Removal Tool" [مايكروسوفت تملأ أداة إزالة البرامج الضارة بتقنيتها المضادة للفيروسات]. InfoWorld [الإنجليزية] (بالإنجليزية). Archived from the original on 2023-01-17. Retrieved 2023-01-17.
- "The Microsoft Windows Malicious Software Removal Tool helps remove specific, prevalent malicious software from computers that are running Windows 7, Windows Vista, Windows Server 2003, Windows Server 2008, or Windows XP (Revision: 89.0)" [تُساعد أداة إزالة البرامج الضارة لمايكروسوفت ويندوز على إزالة برامج ضارة محددة وشائعة من أجهزة الكمبيوتر التي تعمل بنظام التشغيل ويندوز 7 أو ويندوز فيستا أو ويندوز سيرفر 2003 أو ويندوز سيرفر 2008 أو ويندوز إكس بي (مُراجَعة: 89.0)]. موقع دعم مايكروسوفت. Microsoft Corporation. 12 يوليو 2011. مؤرشف من الأصل في 2009-12-19. اطلع عليه بتاريخ 2023-01-17.

## وصلات خارجيَّة
- الموقع الرسمي